# Romulo Bruni
Romulo Bruni (18 de maio de 1871 — 14 de maio de 1939) foi um ciclista italiano que participava em competições de ciclismo de pista.

## Carreira
Competiu representando o seu país nos Jogos Olímpicos de 1900 em Londres, no Reino Unido, na prova de velocidade, no qual foi eliminado.